# Minozzo
Minozzo è una frazione del comune di Villa Minozzo, in provincia di Reggio Emilia. 

## Geografia
Minozzo si trova nell'Appenino Reggiano, ai piedi del Monte Prampa. Minozzo si trova a circa 3km di distanza dal capoluogo comunale Villa Minozzo.

## Storia
Fino al 1815 a Minozzo era collocata la sede dell'attuale comune di Villa Minozzo. Nel 1805, il dipartimento del Crostolo fu suddiviso in cantoni, e il n.8 era quello di Minozzo, che comprendeva Villa Minozzo, Febbio, Civago, Ligonchio e Sologno. Nel 1815, in seguito alla caduta di Napoleone I, la sede comunale venne spostata definitivamente a Villa Minozzo sotto richiesta del sindaco. 

## Monumenti e luoghi d'interesse
- La Rocca del Melocio o Rocca di Minozzo, della quale si hanno notizie già dal 980 d.C. quando un diploma di Ottone II assegna la Corte di Minozzo alla Chiesa di Reggio Emilia. Fu sede comunale del comune di Minozzo fino al 1815, quando la sede venne spostata a Villa Minozzo[1]
- Pieve S.Maria Assunta, risalente al XVII secolo.